# X-Rx
[x]-Rx je německý hudební projekt kombinující industriál, rave a hardstyle. Byl založený v roce 2006 Pascalem Benieschem v německém Kolíně nad Rýnem. První studiové album s názvem Unmöglich erregend vyšlo v roce 2007.

## Diskografie

### Studiová alba
- Unmöglich erregend (2007)
- Stage2 (2009)
- Update 3.0 (2010)
- Activate The Machinez (2012)
- Crank It Up (2014)